# Феодосий Боровик
Феодосий Боровик (пол. Teodozy Borowik; ум. 1652) — униатский монах; русско-польский писатель
 и переводчик XVII века.
В 1620 году под одним документом он подписался как «иеромонах закону светого Василия, настоятель монастыра Виленского Светое Живоночальное Троицы».
В 1623 году Феодосий Боровик принимал участие в Рутской базилианской конгрегации.
В 1648 году в одном документе упоминается как проповедник Вознесенского и Святодуховского монастырей в Минске.
В 1652 году он был супериором Жировицкого монастыря.
Написал (не позже июня 1621 года) на белорусском языке «Гисторию, або повесть людей разных, о образе чудовном Пренасветейшое Девы Марии Жировицком в повете Слонимском» (см. Жировицкая икона Божией Матери) и польский ее перевод. Перевод был издан дважды в Вильне, в 1622 и 1828 гг. Русский текст напечатан впервые профессором П. Н. Жуковичем в «Известиях отделения русского языка и словесности Императорской Академии наук» за 1912 год.